# Acht Bücher Deutscher Poematum
Die Acht Bücher Deutscher Poematum des Martin Opitz, im Jahr 1625 in Breslau erschienen, sind die erste autorisierte und von ihm selbst herausgegebene Gedichtsammlung seiner Werke. Opitz’ Sammlung zeichnet sich durch eine große Formenvielfalt aus: Lieder, Sonette, Epigramme und weitere lyrische Formen sind enthalten.

## Verhältnis zur Zincgref’schen Ausgabe (1624)
Bereits im Jahr 1624 veröffentlichte Opitz’ Freund Julius Wilhelm Zincgref eine Fassung des Zyklus unter dem Titel Martini Opicii Teutsche Pöemata (Sammlung A), allerdings ohne das Einverständnis des Dichters. Opitz hatte Zincgref 1620, kurz vor seiner Flucht aus Heidelberg, eine ausgewählte Zusammenstellung seiner bis dato verfassten Gedichte (insgesamt 145) hinterlassen. Diese wurde von Zincgref vier Jahre später in Straßburg publiziert und dabei um weitere, prominente Opitz’sche Dichtungen ergänzt, dem Titel nach vor allem um die programmatische Schrift Aristarchus (1617), die als Vorläufer seines Buches von der Deutschen Poeterey (1624) gilt, und um seine Übersetzungen von Werken des niederländischen Gelehrten Daniel Heinsius (Lobgesang Bacchi (1622) und Lobgesang Jesu Christi (1624)). Zincgref inserierte in die Teutschen Poemata außerdem eine von ihm selbst zusammengestellte Anthologie aus 55 deutschsprachigen Gedichten von 13 verschiedenen Poeten, darunter auch eigene Texte.
Obwohl Opitz die Zincgref’sche Sammlung in seinem Buch von der Deutschen Poeterey scharf kritisierte (sie sei „vngeordnet“ und weise „vielfältige[] mängel vnd irrungen“ auf, die er auf sein zur Zeit der Konzeption jugendliches Alter zurückführt), trug sie entscheidend zum Ruhm des Dichters bei. Mit der Veröffentlichung der Acht Bücher Deutscher Poematum im Folgejahr bot Opitz eine Werkausgabe nach seinen Vorstellungen, die Zincgrefs unautorisierte Fassung ablösen sollte. Seine älteren Dichtungen hatte er hier gemäß der von ihm selbst im Buch von der Deutschen Poeterey formulierten Reformation der Versmetrik korrigiert und angepasst. 33 der insgesamt 145 in Sammlung A enthaltenen Gedichte, die vor allem in seiner Jugendzeit entstanden waren, nahm er nicht in die eigene Ausgabe von 1625 auf. Ebenso fehlt nun der Aristarchus, der durch das Buch von der Deutschen Poeterey als überholt gelten musste.

## Aufbau und Inhalt
Die im Titel der Acht Bücher, Deutscher Poematum angekündigten acht Bücher reduzieren sich auf fünf. Die „Oden und Gesänge“, „Sonette“ und „Epigramme“ sind die letzten drei Bücher, die Opitz aber mit keiner Überschrift und keinem Titel kennzeichnet. Dies ist Opitz bewusst und so macht er den Leser in seiner Leseranrede darauf aufmerksam. Somit wären es acht Bücher, wenn die letzten drei ohne Nummerierung als Bücher gezählt werden.
Zunächst beginnt er seine Sammlung mit einer Vorrede, die er Fürst Ludwig von Anhalt-Köthen widmet. In dieser berichtet er von den römischen Dichtern und ihrem Verhältnis zu Herrschern wie Julius Cäsar und Karl d. Großen. Am Ende seiner Vorrede bittet er den Fürsten, ihn unter seinen Schutz zu nehmen und ihn zu fördern. Seine Sammlung aus Gedichten bezeichnet er selbst als „poetische Wälder“ und ordnet sie damit der auf Statius zurückgehenden Tradition der Silvae zu. Dies spricht er schon in seiner Vorrede an, womit er vermutlich die Gedichte aller Poeten von unterschiedlichen Ländern, Regimenten, ebenso wie aus verschiedenen Jahrhunderten meint.
Zunächst führt er Gedichte anderer Poeten wie Caspar Barthius, August Buchner, Julius Wilhelm Zincgref und Balthasar Venator ein, bevor nochmals eine Vorrede an den Leser folgt. In dieser erklärt er dem Leser sein Buch bzw. die Titel und ein Stück weit den Aufbau.
Im ersten Buch sind „geistliche Sachen begrieffen“; es enthält unter anderem die Übersetzung des Lobgesangs Jesu Christi von Daniel Heinsius.
Das zweite Buch trägt den Titel „Anderes Buch Der Poetischen Wälder: In welchem die Getichte von Ruhe des Gemütes/ und dem Ackerleben“ ein. Das Buch beginnt mit einer Vorrede, gefolgt von einem Gedicht, das er von Bernhard Wilhelm Nüßler übersetzt und im Weiteren in einem extra Kapitel erklärt. Es folgt ein Lobgesang des Feldlebens. Das zweite Buch endet mit einem weiteren Lobgesang des Daniel Heinsius.
Das dritte Buch handelt ebenfalls von den poetischen Wäldern. Darin sind neun Gedichte enthalten, die hauptsächlich die Themen Abschied und Ableben behandeln, sogenannte Epikedien.
Im vierten Buch sind 12 Gelegenheitsgedichte enthalten, die Opitz anlässlich verschiedener Hochzeiten angefertigt hat (Epithalamien).
Im fünften Buch der „Amatoria und weltliche Getichte“ richtet sich Opitz mit einem Gedicht an die deutsche Nation sowie an die Jungfrauen in Deutschland; es handelt sich um eine Übersetzung aus dem Holländischen, die Vorlage stammt von Daniel Heinsius. Außerdem finden sich Klagelieder (Elegien), die den Titel „Frülings Klagegetichte“ tragen sowie Geburts- und Neujahrsgedichte, weiterhin eine Elegie sowie ein Gedicht „aus dem ersten Buche“ und eine Nachklage. Das sechste Buch, das erste ohne Nummerierung, besteht aus Oden und Gesängen und umfasst 16 Gedichte.
Im zweiten Buch ohne Nummerierung finden sich 35 Sonette, darunter Übersetzungen von Gedichten Francesco Petrarcas und der italienischen Petrarkistin Veronica Gambara. Opitz beendet seine Sammlung mit einem Buch, das insgesamt 50 Epigramme enthält.

## Übersetzungen und Werkpolitik
Die Acht Bücher Deutscher Poematum enthalten zahlreiche Übersetzungen aus den Sprachen Altgriechisch, Latein bzw. Neulatein, Niederländisch, Französisch und Italienisch. Sie zielen darauf, moderne Klassiker als Gattungs- und Stilmodelle zu etablieren. Opitz verbindet gezielt Übersetzung und ‚freie‘ Eigenproduktion und markiert diesen Übergang zwischen beiden durch Überschriften wie beispielsweise: „[f]ast aus dem Griechischen“. Er verwendet in seinen Übersetzungen nicht nur den Alexandriner, sondern, gerade in den zahlreichen Liedern, auch kürzere Verse. Unbestritten dominiert das alternierende Versmaß, und natürliche Betonung und Versakzent fallen weitgehend zusammen. Insgesamt entsteht so ein Repertorium der wichtigsten europäischen Literaturen und Literatursprachen. Opitz wollte mit seiner Eindeutschung vor allem Akzeptanz des Dichtens in der Muttersprache erreichen und verpflichtete sich hierbei den Prinzipien von imitatio und translatio.

## Weitere Ausgaben
Opitz veranstaltete bis zu seinem Tod im Jahre 1639 drei Neuauflagen seiner Gedichtsammlung, die er jedes Mal überarbeitete und ergänzte. Die erste Neuauflage (Sammlung C) erschien 1629 (ebenfalls in Breslau bei David Müller) unter dem Titel Martini Opitii Deütscher Poëmatum in zwei Bänden. Der erste Band folgt strukturell weitestgehend der ersten autorisierten Ausgabe von 1625, lediglich das Buch der „Oden oder Gesänge“ befindet sich nicht länger an sechster, sondern nun an achter Stelle. Inhaltlich weisen beide Ausgaben große Überschneidungen auf, die Neuauflage von 1629 wurde jedoch um diverse Gedichte – vor allem neu entstandene Gelegenheitsdichtung – ergänzt. Ein Überblick über die neu hinzugekommenen Texte findet sich in der historisch-kritischen Werkausgabe von Martin Opitz. Der zweite Band, auf der anderen Seite, wurde neu konzipiert und ist seinem damaligen Dienstherren Karl Hannibal von Dohna gewidmet: Er enthält Texte verschiedener Gattungen und versammelt erstmals auch umfangreichere Hauptwerke des Martin Opitz wie zum Beispiel seine Oper Dafne (1625), seine Übersetzung von Senecas Trojanerinnen (1625) sowie weitere geistliche Dichtung, z. B. seine Bearbeitung des Hohelieds Salomos (1627), das den zweiten Teil der Deutschen Poemata einleitet. Er ergänzt im zweiten Band außerdem ein neues Buch der ‚Poetischen Wälder‘ sowie weitere, zum Teil noch unpublizierte Oden. Der Band schließt mit einer in Prosa gefassten Trostschrift an seinen Breslauer Freund und Verleger David Müller.
Die zweite Neuauflage (Sammlung D) erschien 1637 ebenfalls in zwei Bänden, Verleger und Druckort sind nicht verzeichnet. Beide Bände bauen bis auf einige Umstellungen und Ergänzungen inhaltlich wie strukturell eng auf der Ausgabe von 1629 auf. Es fällt auf, dass Opitz’ Laudes Martis bzw. Lob des Krieges Gottes Martis (1628) als einziger, längerer Text nicht in den zweiten Band der 1637er-Ausgabe aufgenommen wurde.
Die dritte und letzte Neuauflage der Poemata-Sammlung entstand kurz vor Opitz’ Tod. Sie wird durch den neu konzipierten Band Geistliche Poemata (1638) (Sammlung G) eröffnet, den Opitz Sibylle Margarethe von Brieg, der Tochter seines früheren Dienstherren Johann Christian von Brieg, widmete. Er umfasst geistliche Dichtungen, die zuvor im Druck von 1625 bzw. in den Bänden der Neuauflagen von 1629 und 1637 enthalten waren (z. B. die Bearbeitung des Hohelieds Salomos sowie seinen Lobgesang Jesu Christi), diverse kürzere, geistliche Texte und seit 1629 neu entstandene Werke wie etwa das Drama Judith (1635). Seine weltlichen Dichtungen erschienen zwischen 1638 und 1644 unter dem Titel Weltliche Poemata (Sammlung F) in zwei Bänden. Der erste Band enthält Opitz’ umfangreichere Hauptwerke, die zuvor vor allem im zweiten Band der Ausgaben von 1629 und 1637 versammelt waren, darunter nun auch erstmals neuere Dichtungen wie das Lehrgedicht Vesuvius (1633) sowie seine Übersetzungen von Sophokles’ Antigone (1636) oder den Quatrains des Guy du Faur de Pibrac (1634). Der zweite Band schließt strukturell und inhaltlich wieder eng an die Ausgabe von 1625 bzw. den ersten Band von Sammlung C und D an (5 Bücher ‚Poetischer Wälder‘, 3 Bücher mit Oden, Sonetten und Epigrammen). Ergänzt wurde er vor allem um Opitz’ Originalwerk Schäfferey von der Nimfen Hercinie (1630), das den Band beschließt.
Die konkrete Veröffentlichungssituation der beiden Bände der Weltlichen Poemata ist unklar: Mit der Publikation betraut worden war das Verlagshaus David Müllers Erben in Breslau, die vom Verlag beauftragte Druckerei befand sich allerdings in Frankfurt am Main. Opitz begann bereits im Jahre 1637 mit der Vorbereitung der beiden Bände der Weltlichen Poemata, wie die Datierung der Widmungsvorrede des zweiten Bandes an Diederich von dem Werder offenbart (6. November 1637). Opitz’ Briefwechsel mit Fürst Ludwig von Anhalt-Köthen lässt sich entnehmen, dass die Drucklegung der Bände um den Jahreswechsel 1637/38 wohl bereits abgeschlossen war und die Veröffentlichung der Weltlichen Poemata für das Frühjahr 1638 vorgesehen. Wegen der Publikation eines unautorisierten Nachdrucks der Ausgabe von 1629 in Lübeck kam es jedoch zu Verzögerungen, der erste Band der Weltlichen Poemata erschien erstmals später im Jahre 1638. Das einzige erhaltene Exemplar, das noch 1897 bzw. 1902 von Max Rubensohn und Georg Witkowski beschrieben worden war, gilt als Kriegsverlust.[5] Heutzutage liegt nur noch ein Exemplar aus dem Jahre 1639 vor (ebenfalls unterschrieben mit Breslau: David Müllers Erben) und mehrere Exemplare, die auf das Jahr 1644 datiert sind und von Thomas Matthias Götze (Frankfurt am Main) verlegt wurden. Die Beschreibungen der Drucke von Rubensohn und Witkowski zeigen jedoch, dass es sich bei allen drei Ausgaben (1638, 1639 und 1644) um denselben Druck handelt, der jeweils mit einem anderen Titelblatt versehen wurde. Der zweite Band der Weltlichen Poemata wurde erst 1644 von Götze herausgegeben, der die bereits fertiggestellten Drucke übernahm, die wohl aufgrund der sich um 1639 verschärfenden Kriegsgeschehnisse und Opitz’ Tod nicht mehr wie geplant publiziert werden konnten und deshalb in Frankfurt am Main mehrere Jahre lang gelagert wurden. Obwohl die Ausgabe zum Teil erst postum erschien, handelt es sich hierbei also um die ‚Ausgabe letzter Hand‘, die von Opitz selbst zusammengestellt und überarbeitet worden war. Den Druck konnte er aufgrund der genannten Umstände jedoch nicht übersehen.

## Ausgaben
- Martini Opicii Teutsche Pöemata vnd Arjstarchus Wieder die verachtung Teutscher Sprach Item Verteutschung Danielis Heinsij Lobgesangs Iesu Christi, und Hymnen in Bachum Sampt einem anhang Mehr auserleßener geticht anderer Teutscher Pöeten. Der gleichen in dieser Sprach Hiebeuor nicht auß kommen. Hg. von Julius Wilhelm Zincgref. Straßburg: Eberhard Zeßner 1624. [unautorisierte Ausgabe] Digitalisat
- Martini Opitii Acht Bücher, Deutscher Poematum durch Jhn selbst herausgegeben auch also vermehret vnnd vbersehen/ das vorigen darmitte nicht zu vergleichen sindt. Breslau: David Müller 1625. Digitalisat
- Martini Opitii Deütscher Poëmatum Erster Theil; Zum andern mal vermehrt vnd vbersehen herauß gegeben. Breslau: David Müller 1629. Digitalisat
- Martini Opitii Deütscher Poëmatum Anderer Theil; Zuevor nie beysammen, theils auch noch nie herauß gegeben. Breslau: David Müller 1629. Digitalisat
- Martini Opitii Deutscher Poematum. Erster Theil. Zum Dritten mal übersehen vnd heraus gegeben. O.O.: o. Dr. 1637. Digitalisat
- Martini Opitii Deutscher Poematum. Anderer Theil; Zuvor nie beysammen/ theils auch noch nie herauß gegeben. O.O.: o. Dr. 1637. Digitalisat
- Martini Opitii Geistliche Poëmata, Von jhm selbst anjetzo zusammen gelesen/ verbessert vnd absonderlich herauß gegeben. Breslau: David Müller Erben 1638. Digitalisat
- Martini Opitii Weltliche Poëmata. Das Erste Theil. Zum vierdten mal vermehret vnd vbersehen herauß gegeben. Breslau: David Müller Erben 1638/39 / Frankfurt a. M.: Thomas Matthias Götze 1644. Digitalisat
- Martini Opitii Weltliche Poëmata. Der Ander Theil. Zum vierdten mal vermehret vnd vbersehen herauß gegeben. Frankfurt a. M.: Thomas Matthias Götze 1644. Digitalisat

## Belege
1. ↑  Ein Überblick über die in der Forschung üblichen Siglen findet sich in: Martin Opitz: Gesammelte Werke. Kritische Ausgabe. Bd. 5: Die Werke von 1630 bis 1633. Hg. von Gudrun Bamberger und Jörg Robert. Stuttgart: Hiersemann 2021, S. XXVIII.
2. ↑  Vgl. Achim Aurnhammer: Zincgref, Opitz und die sogenannte Zincgref’sche Gedichtsammlung. In: Wilhelm Kühlmann (Hg.): Julius Wilhelm Zincgref und der Heidelberger Späthumanismus. Zur Blüte- und Kampfzeit der calvinistischen Kurpfalz. Ubstadt-Weiher u. a.: Verlag Regionalkultur 2011, S. 263–283, hier S. 263.
3. ↑  Vgl. Jörg Robert: Vetus poesis – nova ratio carminum. Martin Opitz und der Beginn der Deutschen Poeterey. In: Ders. und Jan-Dirk Müller (Hg.): Maske und Mosaik. Poetik, Sprache, Wissen im 16. Jahrhundert. Berlin/Münster: LIT 2007, S. 397–440, hier S. 402f.
4. ↑  Vgl. Aurnhammer: Zincgref, S. 264.
5. ↑  Martin Opitz: Buch von der Deutschen Poeterey. In: Ders.: Gesammelte Werke. Kritische Ausgabe. Bd. 2,1: Die Werke von 1621 bis 1626. Hg. von George Schulz-Behrend. Stuttgart: Hiersemann 1978, S. 331–416, hier S. 367.
6. ↑  Vgl. Aurnhammer: Zincgref, S. 263.
7. ↑  Vgl. Aurnhammer: Zincgref, S. 265.
8. ↑  Vgl. Martin Opitz: Acht Bücher, Deutscher Poematum durch Jhn selbst herausgegeben auch also vermehret vnnd vbersehen/ das vorigen darmitte nicht zu vergleichen sindt. Breslau: David Müller 1625, Fol. C1v.
9. ↑  Jörg Robert: Netzwerk, Gender, Intertextualität. Opitz übersetzt Veronica Gambara. In: Stefanie Arend und Johann Anselm Steiger (Hg.): Martin Opitz (1597–1639). Autorschaft, Konstellationen, Netzwerke. Berlin/Boston 2020, S. 237–259, S. 244.
10. ↑  Martin Opitz: Acht Bücher Deutscher Poematum. Nach der Ausgabe von 1625 hg. und komm. von Volker Meid. Stuttgart: Hiersemann 2021 (Stuttgarter Studienausgaben 4), S. 318.
11. ↑  Robert: Netzwerk, Gender, Intertextualität, S. 245.
12. ↑  Martin Opitz: Gesammelte Werke. Kritische Ausgabe. Bd. 4,2: Die Werke von Ende 1626 bis 1630. Hg. von George Schulz-Behrend. Stuttgart 1990, S. 436–507.
13. ↑  Vgl. Erich Trunz: Nachwort des Herausgebers. In: Martin Opitz: Weltliche Poemata. 1644. Erster Teil. Unter Mitwirkung von Christine Eisner hg. von Erich Trunz. 2., überarbeitete Auflage. Tübingen: Niemeyer 1975, S. 1*-10*, hier S. 4*-6*.
14. ↑  Vgl. Trunz: Nachwort, S. 3*f.
15. ↑  Vgl. Trunz: Nachwort, S. 4*.
16. ↑  Vgl. Trunz: Nachwort, S. 6*f.
17. ↑  Vgl. Trunz: Nachwort, S. 7*.
18. ↑  Vgl. Trunz: Nachwort, S. 8*.